# Euonymus latifolius
Storbladig benved (Euonymus latifolius) är en benvedsväxtart som först beskrevs av Carl von Linné, och fick sitt nuvarande namn av Philip Miller. Storbladig benved ingår i släktet Euonymus och familjen Celastraceae. Inga underarter finns listade.

## Bildgalleri

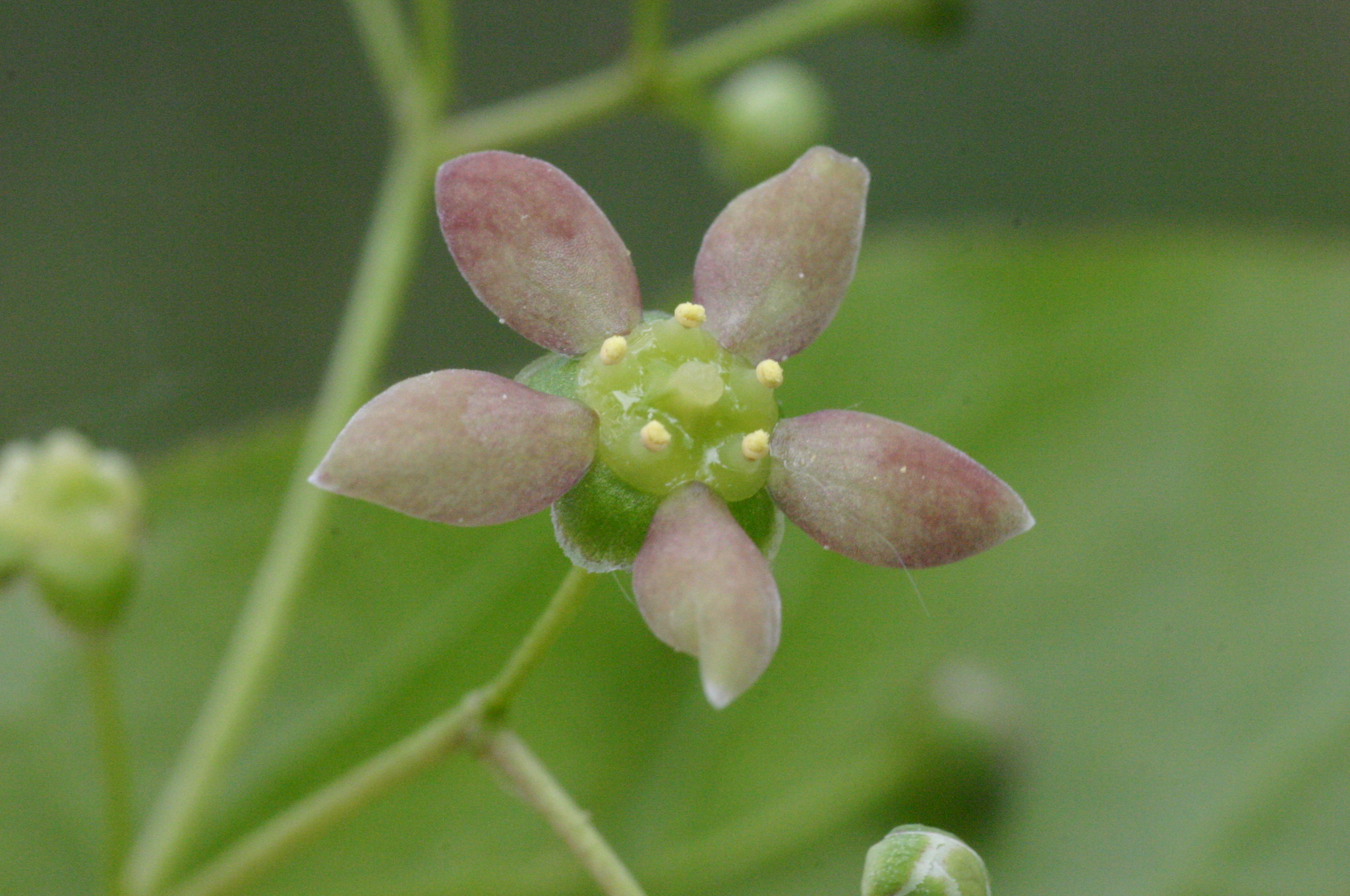
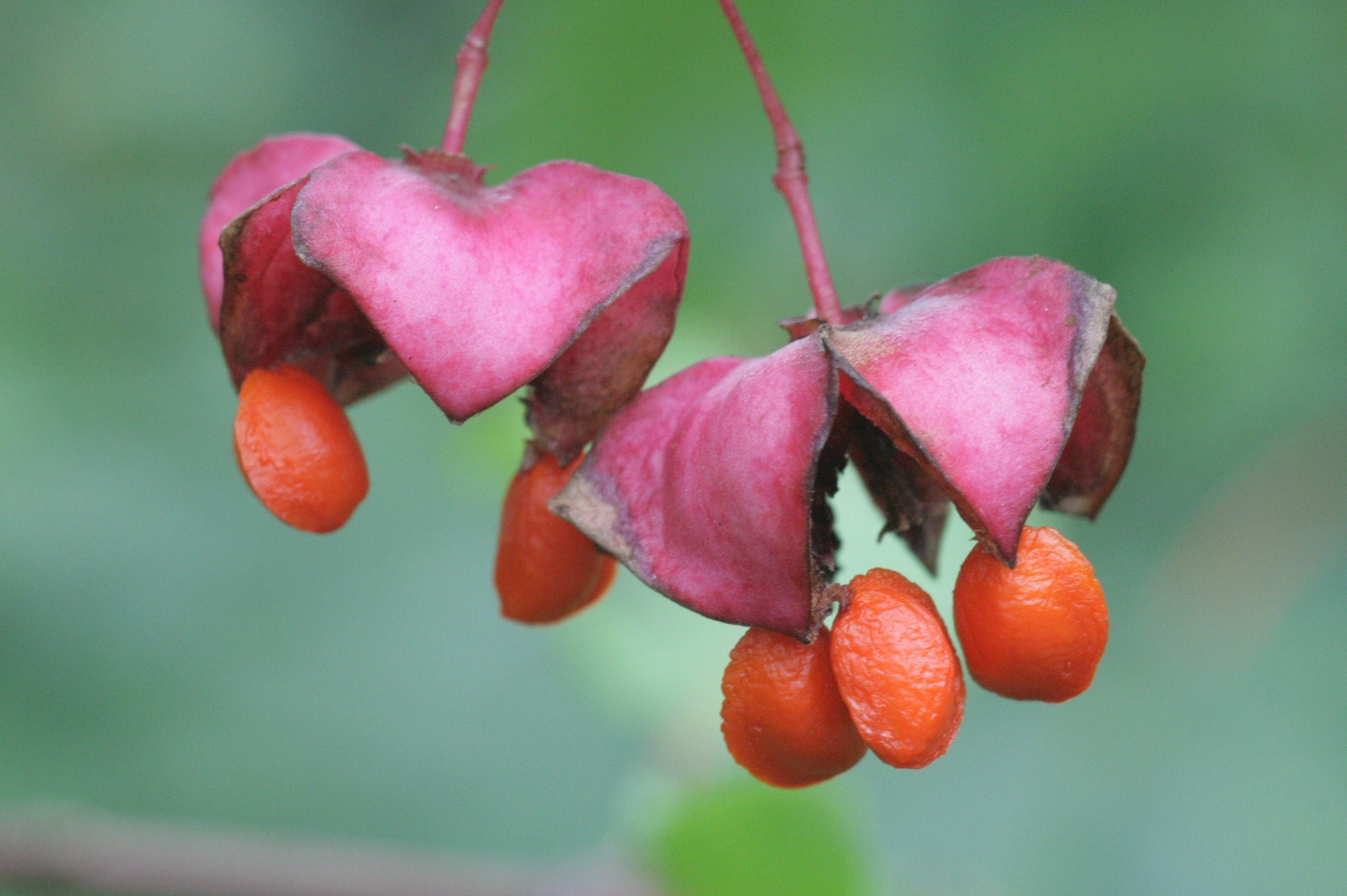
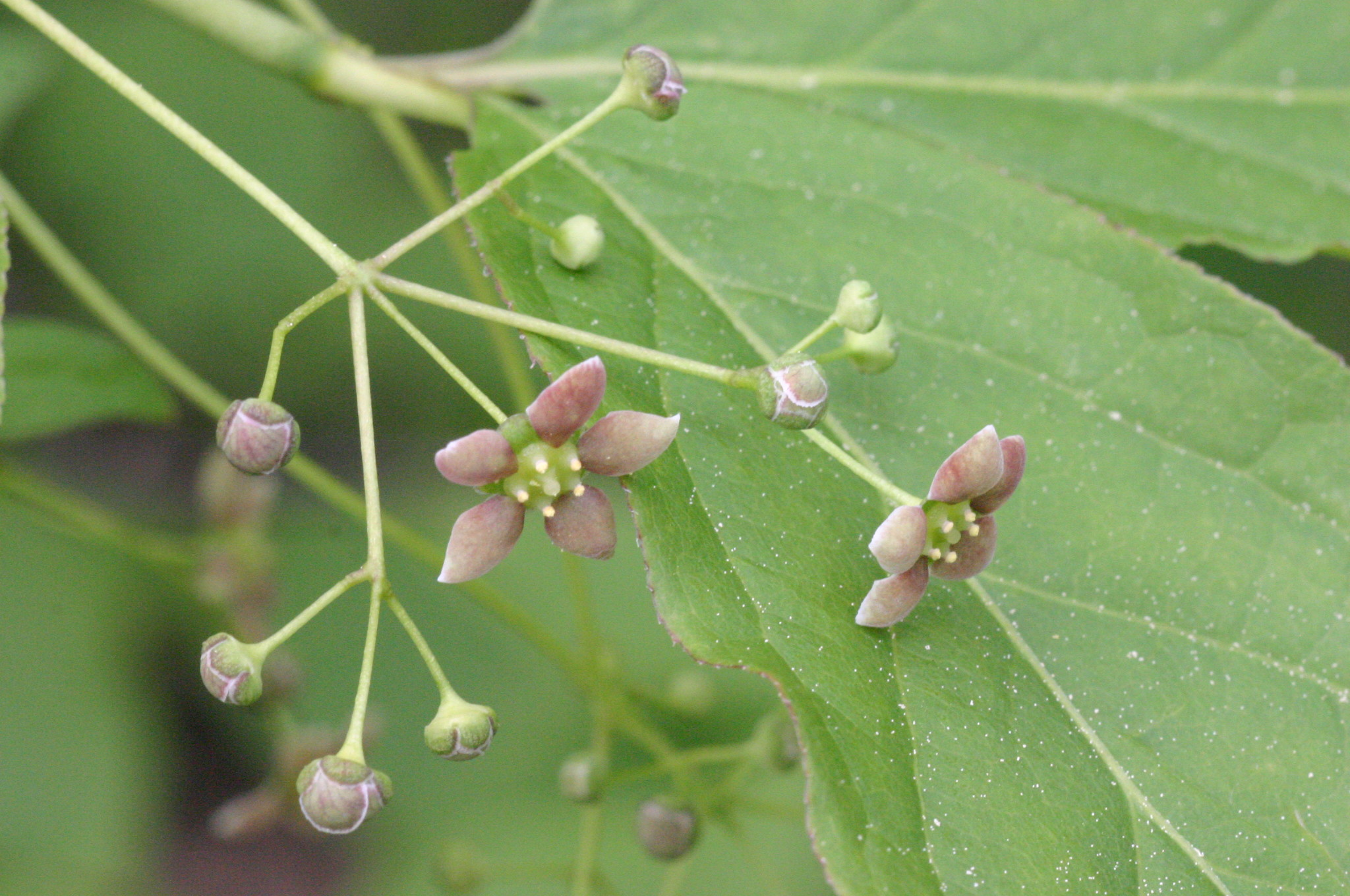
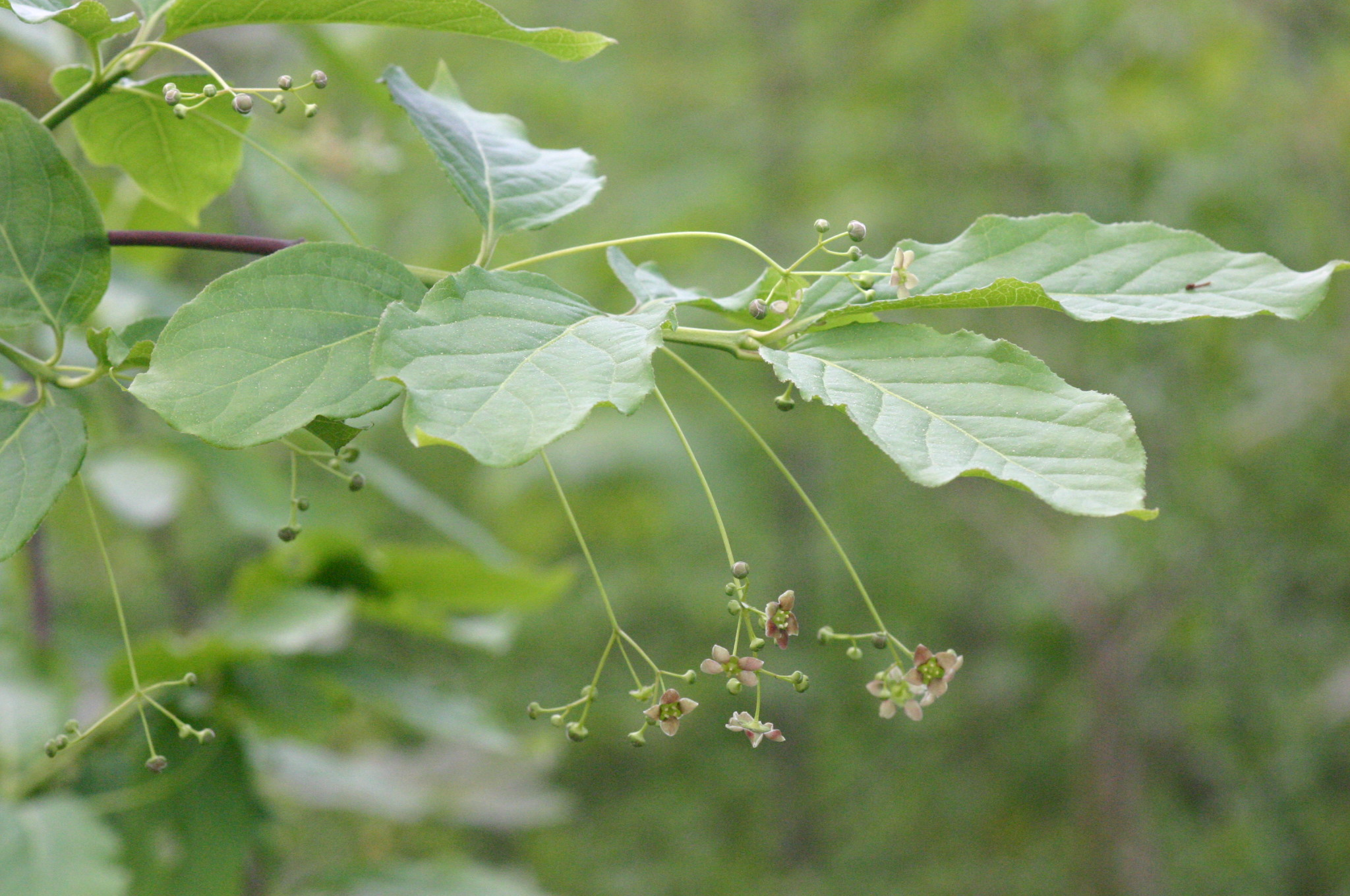